# Segara Anak
Segara Anak (Indonesisch: Danau Segara Anak) is een kratermeer in de vulkaan Rinjani in het Nationaal Park Gunung Rinjani op het Indonesische eiland Lombok
Segara Anak is Indonesisch voor kind van de zee. Het meer heeft deze naam gekregen vanwege de blauwe kleur van het meer.
Segara Anak is een restant van de eruptie van de vulkaan Samalas in 1257.